# سازونوفکا
سازونوفکا (به لاتین: Sazonovka) یک منطقهٔ مسکونی در روسیه است که در باشقیرستان واقع شده‌است.